# The Righteous Gemstones
The Righteous Gemstones est une série télévisée américaine créée par Danny McBride, diffusée depuis le 9 août 2019 sur HBO.
En France, la série est diffusée sur OCS City. Elle reste inédite dans les autres pays francophones.

## Synopsis
La série se concentre sur une famille de télévangélistes et de pasteurs de mégachurch charismatique dirigée par Eli Gemstone, un patriarche veuf. Jesse, Judy et Kelvin vivent des modes de vie opulents financés par la dîme de leurs congrégations et étendent leur réseau de mégachurch en se faisant des ennemis d'autres pasteurs. Cette expansion les amène à renouer avec le beau-frère éloigné d'Eli, Billy Freeman (ou "Baby"), qu'ils utilisent pour diriger leur nouvelle église.

## Distribution

### Acteurs principaux
- Danny McBride (VF : Pascal Casanova) : Jesse Gemstone
- John Goodman (VF : Patrice Melennec) : Dr Eli Gemstone, le patriarche veuf
- Adam DeVine (VF : Pascal Nowak) : Kelvin Gemstone
- Edi Patterson (en) (VF : Marie-Laure Dougnac) : Judy Gemstone
- Tony Cavalero (en) (VF : Eilias Changuel) : Keefe Chambers
- Cassidy Freeman (VF : Laurence Dourlens) : Amber Gemstone
- Skyler Gisondo (VF : Gabriel Bismuth-Bienaimé) : Gideon Gemstone
- Walton Goggins (VF : Mathias Kozlowski) : Baby Billy Freeman (saison 1, récurrent saisons 2-3)
- Gregalan Williams (VF : Saïd Amadis) : Martin Imari
- Tim Baltz (en) (VF : Fabien Briche (saison 1) puis Xavier Béja (depuis la saison 2)) : Benjamin Jason « BJ » Barnes
- Dermot Mulroney (VF : Guillaume Orsat) : le révérend John Wesley Seasons (saison 1)
- Jennifer Nettles (VF : Flora Brunier) : Aimee-Leigh Gemstone

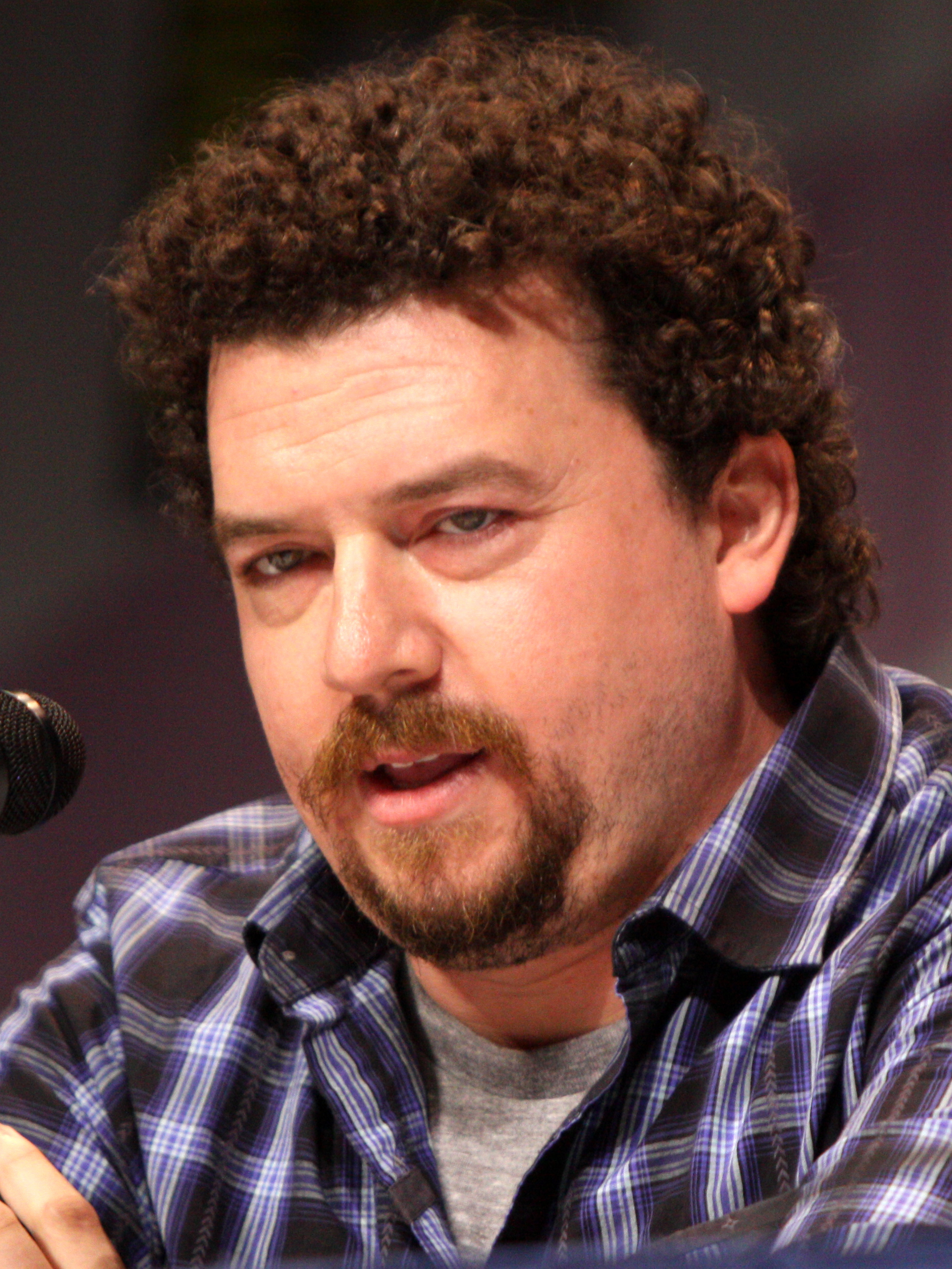
Danny McBride interprète Jesse Gemstone.
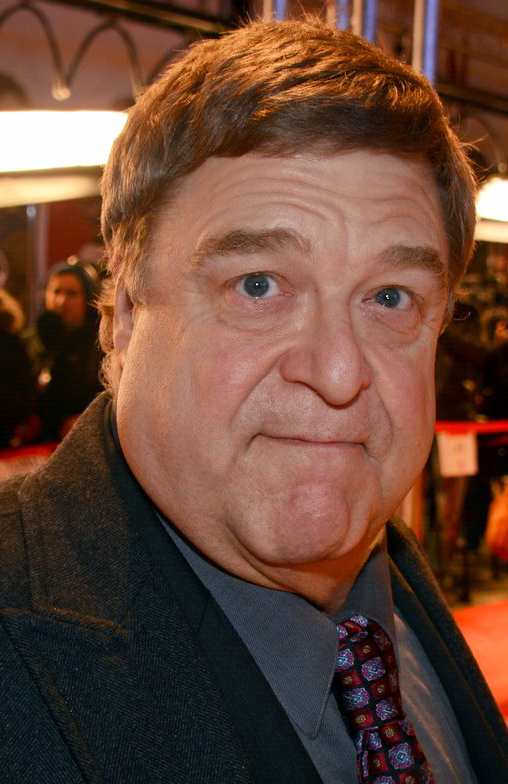
John Goodman interprète Dr Eli Gemstone.
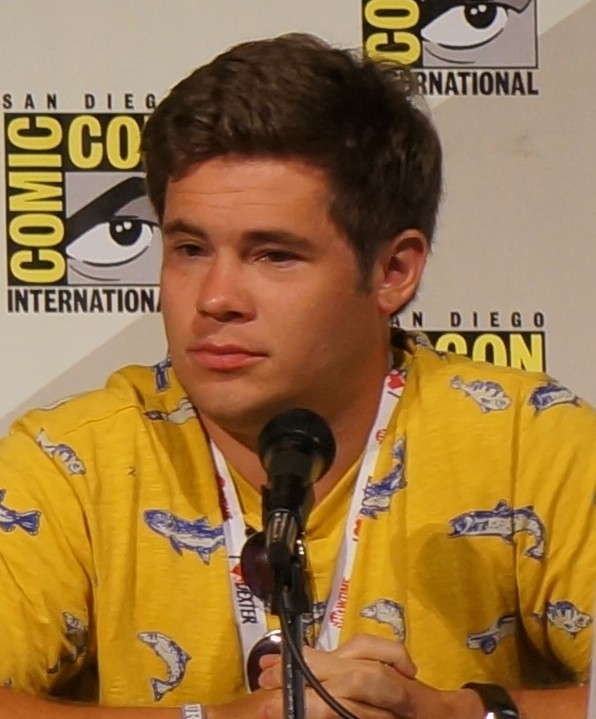
Adam DeVine interprète Kelvin Gemstone.
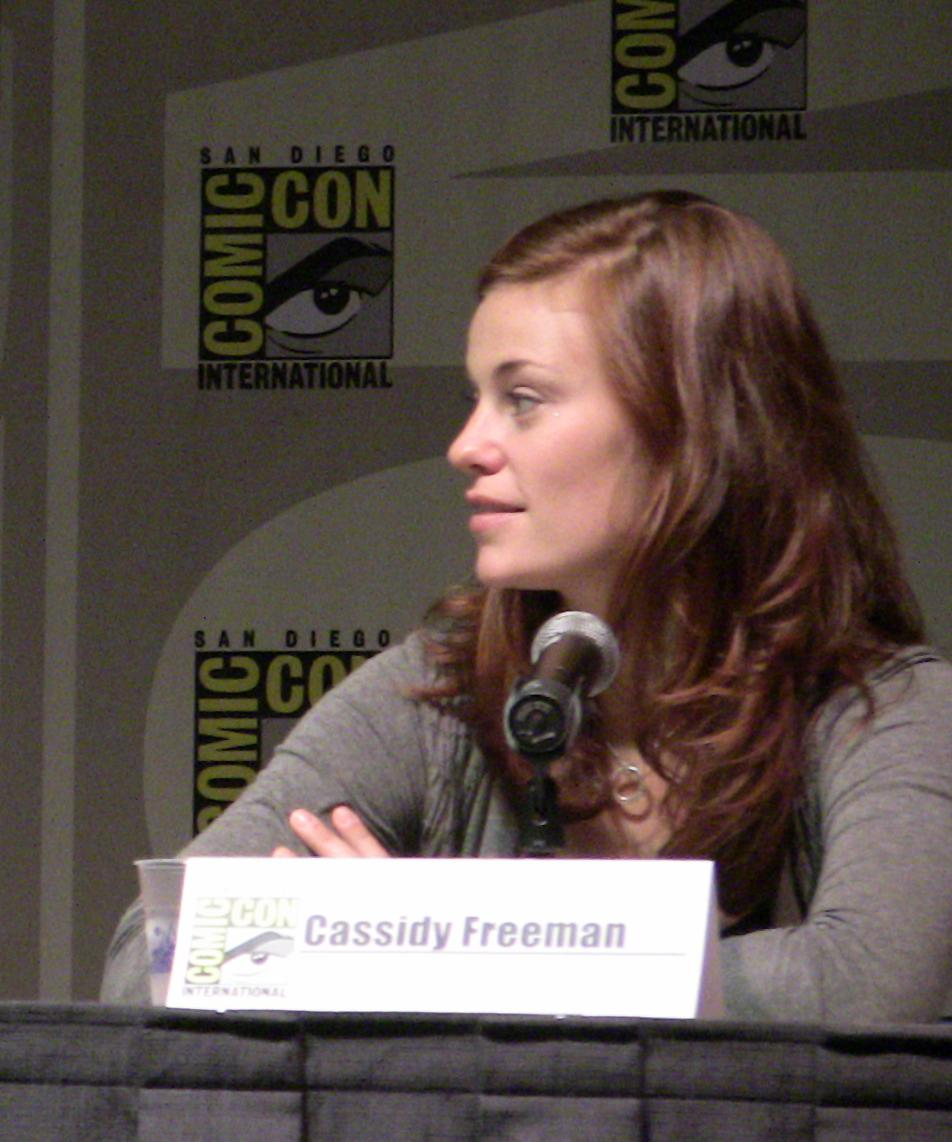
Cassidy Freeman interprète Amber Gemstone.
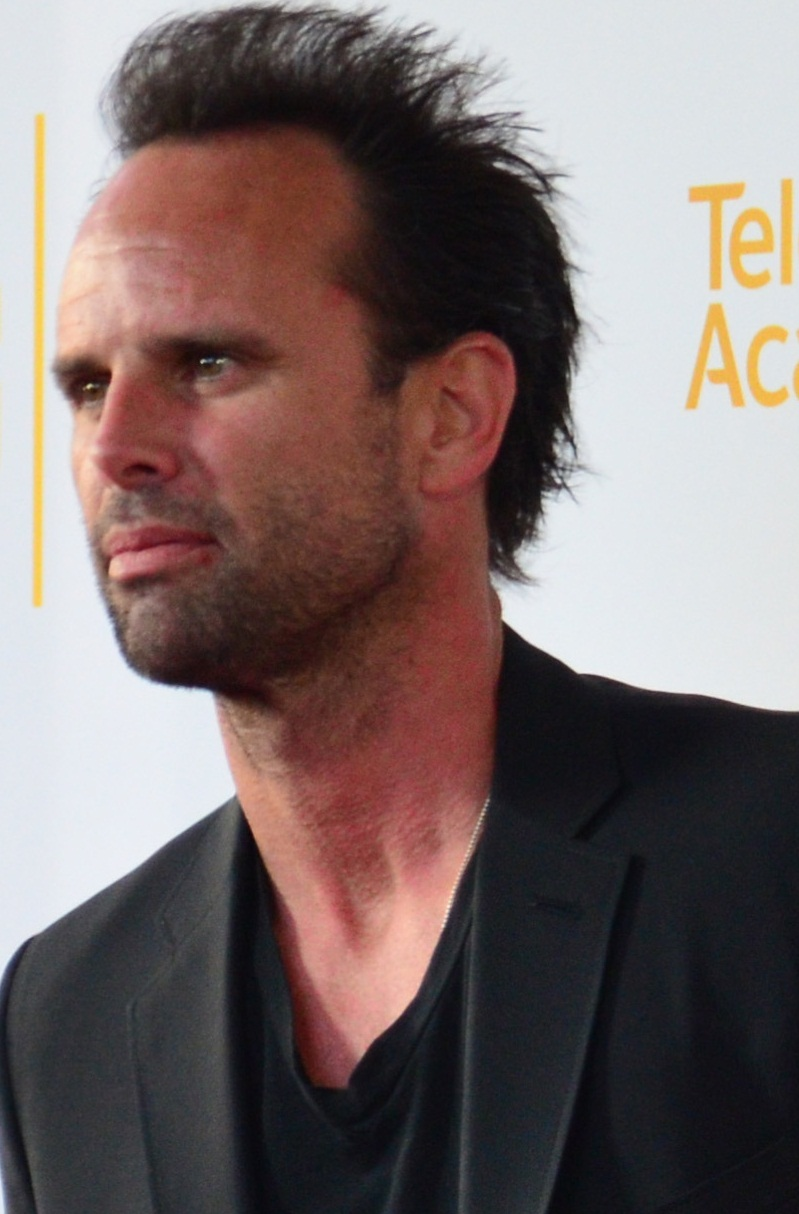
Walton Goggins interprète Billy Freeman "Baby".
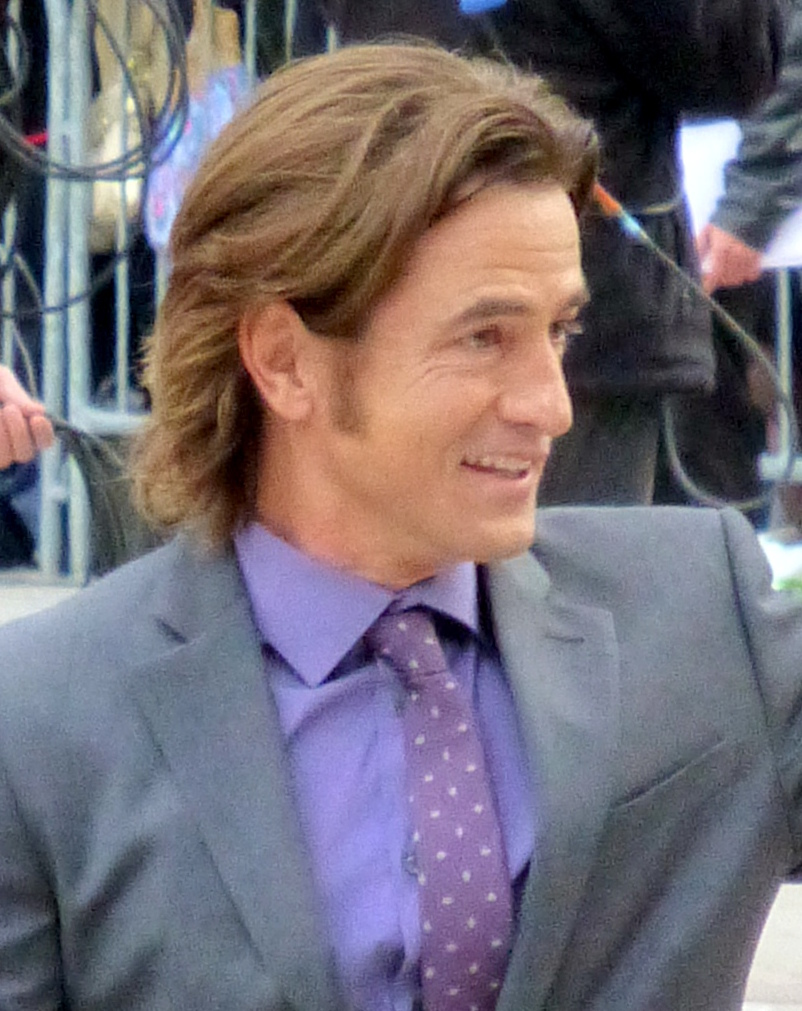
Dermot Mulroney interprète le révérend John Wesley Seasons.
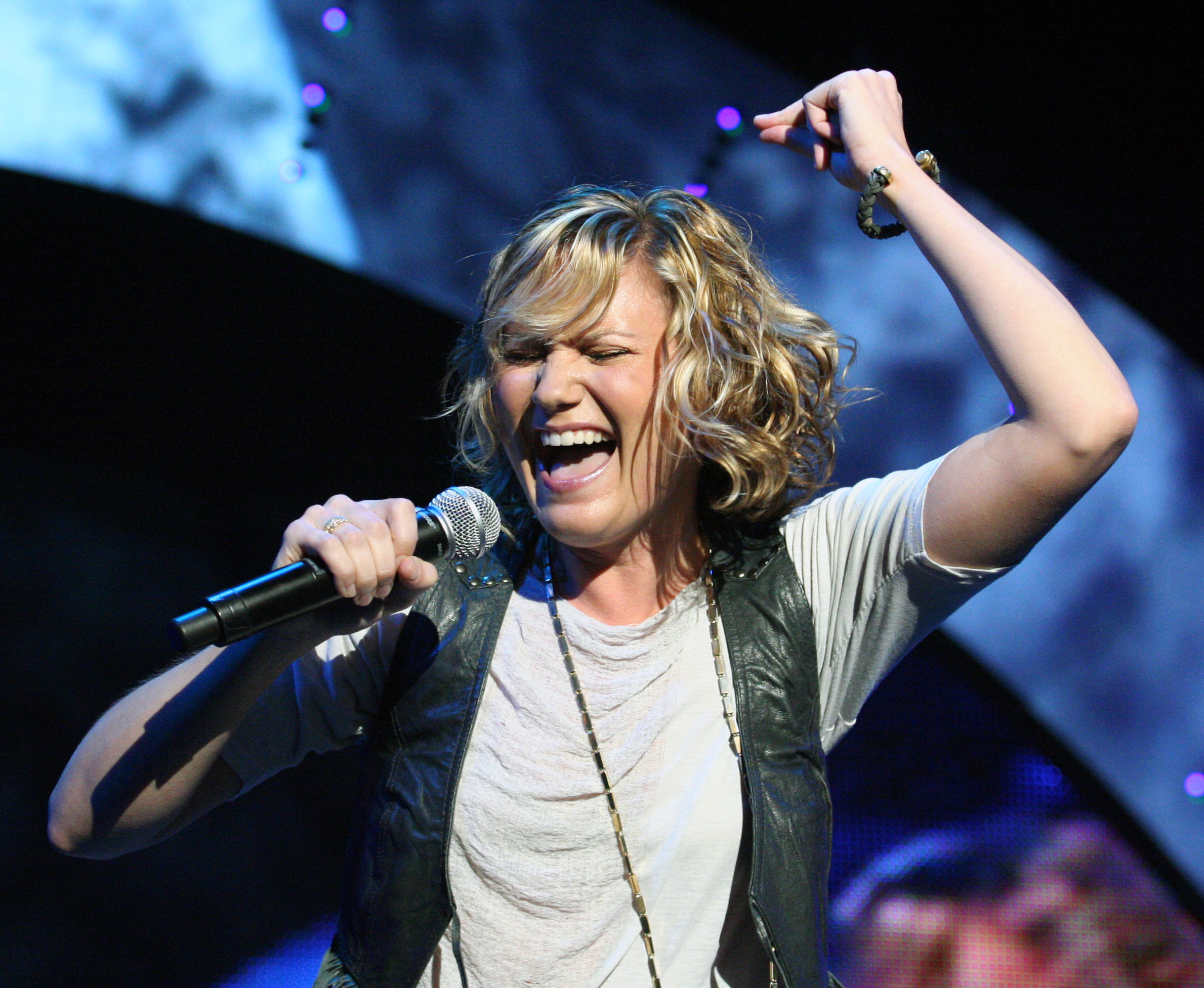
Jennifer Nettles interprète Aimee-Leigh Gemstone.

### Acteurs récurrents
- Jody Hill (VF : Cyrille Monge) : Levi
- James DuMont (VF : Yann Guillemot) : Chad
- Troy Anthony Hogan (VF : Sydney Kotto) : Matthew
- J. Adam Larose (VF : Igor Chometowski) : Gregory
- Valyn Hall (VF : Cindy Lemineur) : Tiffany Freeman
- Kelton DuMont (VF : Tom Trouffier) : Pontius Gemstone
- Gavin Munn : Abraham Gemstone
- Mary Hollis Inboden (en) (VF : Laurence Sacquet) : Mandy
- Cullen Moss (VF : Patrick Delage) : Brock
- Scott MacArthur (VF : Jérémie Covillault) : Scotty / The Devil (saison 1)
- Jade Pettyjohn (VF : Émilie Marié) : Dot Nancy (saison 1)
- Jason Schwartzman (VF : Jérémy Prévost) : Thaniel Block (saison 2)
- Jessica Lowe (VF : Marie Tirmont) : Lindy Lissons (saison 2)
- Eric Roberts (VF : Philippe Vincent) : Glendon « Junior » Marsh Jr. (saison 2)
- Eric André (VF : Cédric Dumond) : Lyle Lissons (saison 2)
- Kristen Johnston (VF : Marjorie Frantz) : May-May Montgomery (saison 3)
- Steve Zahn (VF : Vincent Ropion) : Peter Montgomery (saison 3)
- Stephen Dorff (VF : Boris Rehlinger) : Vance Simkins (saison 3)
- Shea Whigham (VF : Stéphane Bazin) : Dusty Daniels (saison 3)
- Lukas Haas (VF : Antoine Schoumsky) : Chuck Montgomery (saison 3)
- Robert Oberst (VF : Augustin Jacob) : Karl Montgomery (saison 3)
- Iliza Shlesinger : Shay Marigold (saison 3)
- Sturgill Simpson (VF : Jean-Marc Charrier) : Marshall (saison 3)
- Casey Wilson (VF : Myrtille Bakouche) : Kristy (saison 3)

### Invités
- Toby Huss (VF : Jean-François Lescurat) : Dale Nancy (saison 1)
- Virginia Gardner : Lucy (saison 1)
- Marla Maples : Gay Nancy (saison 1)
- M. Emmet Walsh (VF : Philippe Ariotti) : Roy Gemstone (saisons 1-2)
- Macaulay Culkin (VF : Jim Redler) : Harmon Freeman (saison 2)
- Joe Jonas (VF : Martin Faliu) : lui-même (saison 2)
- Wayne Duvall (VF : Bernard Métraux) : Glendon Marsh Sr. (saison 2)
- John Amos (VF : Thierry Desroses) : Buddy Lissons (saison 2)

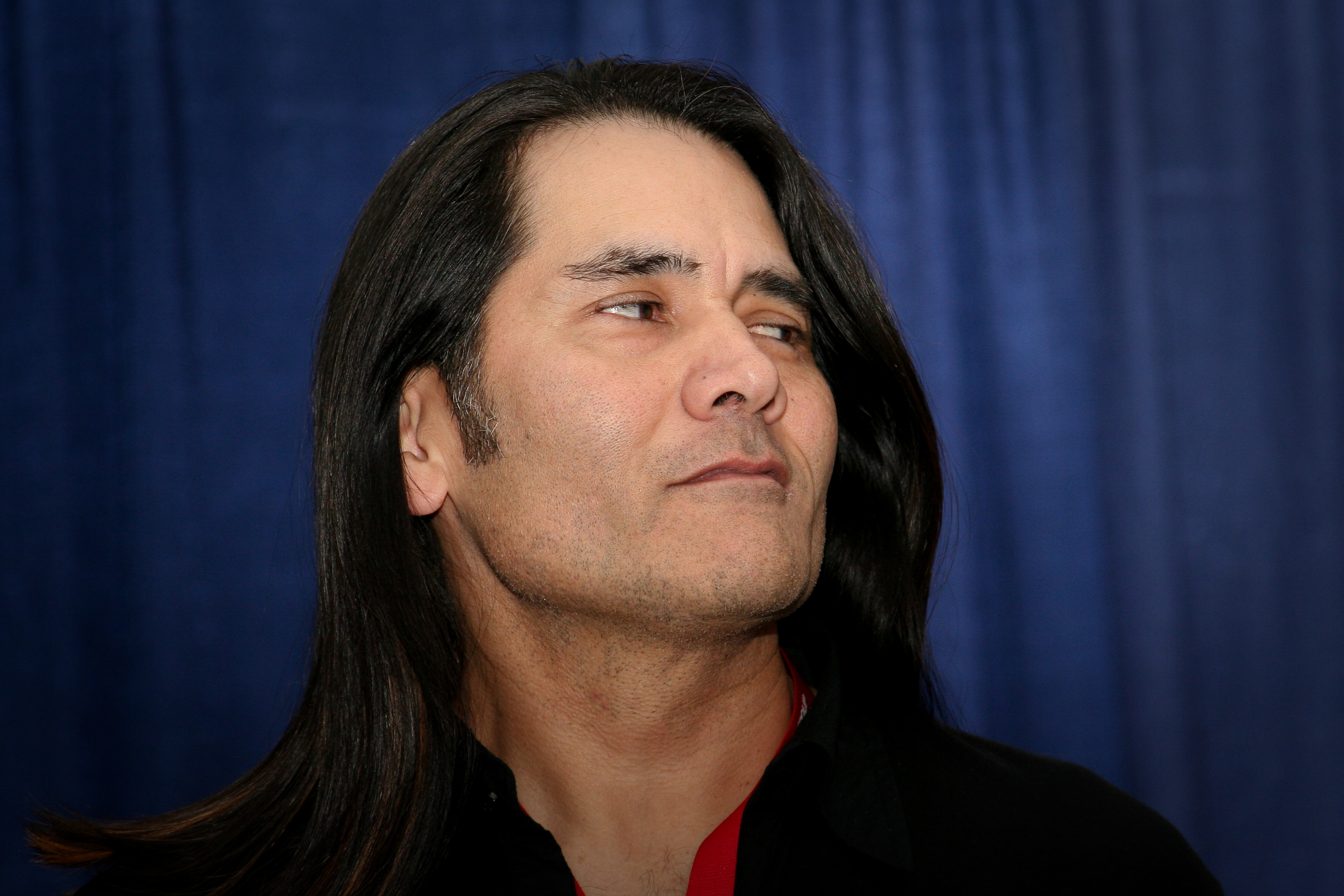
J. Adam Larose interprète Gregory.
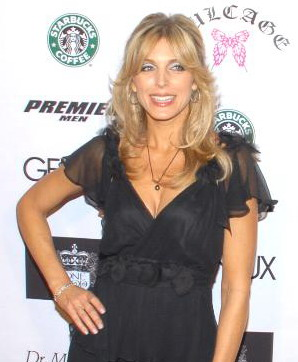
Marla Maples interprète Gay Nancy.

 Source et légende : version française (VF) sur RS Doublage et DSD Doublage

## Production

### Développement
Le 28 juin 2018, il a été annoncé que HBO avait donné une commande pilote à la production. L'épisode a été écrit et réalisé par Danny McBride qui est également producteur exécutif aux côtés de Jody Hill et David Gordon Green,.
Le 2 octobre 2018, il a été signalé que HBO avait donné à la production une commande en série.
Le 1er juillet 2019, il a été annoncé que la série serait diffusée le 18 août 2019.
Le 9 septembre 2019, la série a été renouvelée pour une deuxième saison. Une troisième saison a été commandée le 25 janvier 2022, et une quatrième saison le 27 juillet 2023.

### Genèse
Danny McBride a déclaré qu'il avait l'intention que cette série se déroule « plus longtemps que tout ce que nous avions fait auparavant », y compris les quatre saisons de Kenny Powers et les deux saisons Vice Principals ». « Si je pouvais, quand c'est fait, c'est comme cette histoire épique et tentaculaire, comme les p****** d'oiseaux se cachent pour mourir ou quelque chose », a-t-il déclaré à Polygon. « Vous connaissez tout le monde dans cette famille, cousins, grands oncles, tous ces gens. À mes yeux, cette saison est le premier chapitre. Elle ne fait que mettre la table pour tous ces gens et ce qui va se passer. »

### Attribution des rôles
Parallèlement à l'annonce de la commande du pilote, il a été confirmé que Danny McBride et John Goodman joueraient leur rôle.
En juillet 2018, il a été annoncé qu'Edi Patterson, Adam DeVine, Cassidy Freeman, Tony Cavalero et Tim Baltz avaient également rejoint leur rôles principaux du pilote,,.

### Tournage
Le pilote de la série a été tourné durant la mi-juillet à la première semaine d'août 2018 à Charleston, en Caroline du Sud, dans la région du Citadel Mall. Le North Charleston Coliseum a été utilisé pour tourner à l'intérieur du bâtiment, tandis qu'un ancien magasin Sears du Citadel Mall a été transformé en centre Locust Grove Worship.

### Fiche technique
Sauf indication contraire, les informations mentionnées dans cette section peuvent être confirmées par la base de données cinématographiques IMDb,  présente dans la section « Liens externes ».
- Titre : The Righteous Gemstones
- Création : Danny McBride
- Réalisation : Danny McBride, David Gordon Green, Jody Hill
- Scénario : Danny McBride, John Carcieri, Jeff Fradley, Grant Dekernion, Kevin Barnett, Chris Pappas
- Musique : Joseph Stephens
- Production (exécutive) : Danny McBride, Jody Hill, David Gordon Green
- Société(s) de production : Rough House Pictures
- Pays d'origine :  États-Unis
- Langue originale : Anglais
- Genre : Comédie
- Diffusion :  États-Unis

## Épisodes

### Première saison (2019)
1. La Vertu des Gemstones (The Righteous Gemstones)
2. Le Troisième Homme (Is This the Man Who Made the Earth Tremble)
3. Résistances (They Are Weak, But He Is Strong)
4. Pieux mensonges (Wicked Lips)
5. Entracte (Interlude)
6. Toi aussi, ma fille ? (Now the Sons of Eli Were Worthless Men)
7. Le Diable est parmi nous (And Yet One of You Is a Devil)
8. La Chute de la maison Gemstone (But the Righteous Will See Their Fall)
9. On récolte ce qu'on sème (Better Is the End of a Thing Than Its Beginning)

### Deuxième saison (2022)
Elle a été diffusée à partir du 9 janvier 2022.
1. Je parle la langue des anges et celle des hommes (I Speak in the Tongues of Men and Angels)
2. Après mon départ, il entrera parmi vous des loups déroutables (After I Leave, Savage Wolves Will Come)
3. Car il est menteur et père du mensonge (For He Is a Liar and the Father of Lies)
4. Ils cherchèrent les moyens de le faire périr (As To How They Might Destroy Him)
5. Interlude II
6. Ne vous vengez point vous-mêmes, mais laissez agir la colère de Dieu (Never Avenge Yourselves, But Leave It to the Wrath of God)
7. Et des enfants règneront sur eux (And Infants Shall Rule Over Them)
8. La prière fervente du juste (The Prayer of a Righteous Man)
9. Je raconterai toutes tes merveilles (I Will Tell of All Your Deeds)

### Troisième saison (2023)
Elle est diffusée entre le 18 juin et le 30 juillet 2023.
1. Je connais les mensonges que je forme pour vous (For I Know the Plans I Have for You)
2. Esaü courut à sa rencontre (But Esau Ran to Meet Him)
3. Pour que leur nudité soit ta propre nudité (For Their Nakedness Is Your Own Nakedness)
4. Je ne suis pas venu apporter la paix mais l'épée (I Have Not Come to Bring Peace, But a Sword)
5. Interlude III
6. Car c'est du cœur que viennent les mauvaises pensés (For Out of the Heart Comes Evil Thoughts)
7. Brûlure pour brûlure, Blessure pour blessure, Meurtrissure pour meurtrissure (Burn for Burn, Wound for Wound, Stripe for Stripe)
8. Et je te prendrai par la main, je te garderai (I Will Take You by the Hand and Keep You)
9. Des choses grandes et insondables (Wonders That Cannot Be Fathomed, Miracles That Cannot Be Counted)

### Quatrième saison (2025)
Cette saison de neuf épisodes, qui sera la dernière, est diffusée depuis le 9 mars 2025.
1. Prélude (Prelude)
2. Tu m'as jeté dans l'abîme, dans le coeur de la mer (You Hurled Me Into the Very Heart of the Seas)
3. Pour Ne Pas S’affliger Comme Les Autres Qui N’ont Pas d’Espérance (To Grieve Like the Rest of Men Who Have No Hope)
4. He Goeth Before You Into Galilee
5. You Shall Remember
6. Interlude IV
7. For Jealousy Is The Rage of a Man
8. On Your Belly You Shall Go
9. That Man of God May Be Complete

## Univers de la série

### Personnages

#### Personnages principaux
- Jesse Gemstone est le fils aîné d'Eli et pasteur associé du Centre Gemstone Salvation.
- Eli Gemstone est le patriarche de la famille Gemstone et pasteur principal du Centre Gemstone Salvation.
- Kelvin Gemstone est le plus jeune fils d'Eli et le jeune pasteur du Centre Gemstone Salvation.
- Judy Gemstone est la fille d'Eli. C'est un enfant du milieu, se sent souvent sous-estimée par sa famille et est sujette à un comportement névrotique et psychopathique.
- Keefe Chambers est un ancien sataniste et colocataire de Kelvin, qui travaille à la sécurité à l'église de Gemstone.
- Amber Gemstone est la femme aimante et solidaire de Jesse, qui semble pour la plupart inconsciente des qualités négatives de Jesse.
- Gideon Gemstone est le fils aîné de Jesse, qui a déménagé en Californie pour devenir cascadeur, un acte que Jesse considère comme une trahison.
- Billy Freeman « Baby » est le beau-frère d'Eli et frère de la décédée Aimee-Leigh Gemstone.
- Martin Imari est le bras droit d'Eli.
- Benjamin Jason « BJ » Barnes est le fiancé sensible de Judy.
- Le révérend John Wesley Seasons est le pasteur d'une congrégation beaucoup plus petite, qui a été contraint de rivaliser avec la nouvelle église des Gemstones à Locust Grove.
- Aimee-Leigh Gemstone est l'épouse décédée d'Eli et mère de Jesse, Judy et Kelvin.

#### Personnages récurrents
- Scotty / The Devil est un cascadeur et associé de Gideon, qui prend en charge le programme de chantage de Gideon.
- Levi est un membre du « gang » de Jesse et guitariste au Centre Gemstone Salvation.
- Chad est un membre du « gang » de Jesse.
- Matthew est un membre du « gang » de Jesse.
- Gregory est un membre du « gang » de Jesse.
- Tiffany Freeman est la plus jeune femme et enfantine de Baby Billy.
- Pontius Gemstone est le fils de Jesse.
- Abraham Gemstone est le plus jeune fils de Jesse.
- Mandy est l'épouse de Chad, qui devient de plus en plus consciente des activités illicites de Jesse et de ses amis.
- Brock est un garde de sécurité dans l'enceinte des pierres précieuses.
- Lucy est la petite amie de Scotty et co-conspiratrice dans le programme de chantage de Gideon.
- Dale Nancy est la parodie lâche de Dan Cathy, un fidèle et donateur de l'église des pierres précieuses.
- Dot Nancy est la fille adolescente rebelle de Dale et Gay Nancy.
- Gay Nancy est la femme de Dale Nancy.

## Accueil

### Audiences
| Saison | Début de saison   | Début de saison | Début de saison | Fin de saison     | Fin de saison   | Fin de saison |
| Saison | Date de diffusion | Téléspectateurs | Ref.            | Date de diffusion | Téléspectateurs | Ref.          |
| ------ | ----------------- | --------------- | --------------- | ----------------- | --------------- | ------------- |
| 1      | 18 août 2019      | 593 000         | [ 20 ]          | 13 octobre 2019   | 606 000         | [ 21 ]        |

### Réceptions critiques
Le site Web Rotten Tomatoes a apporté une note d'approbation de 77 % avec une note moyenne de 7,09 / 10, basée sur 60 avis. Le consensus critique du site se lit comme suit : « Bien qu'il ne remporte peut-être pas beaucoup de nouveaux convertis, les fans de Danny McBride trouveront beaucoup à louer dans les bancs sombrement hilarants de The Righteous Gemstones ».
Metacritic, qui utilise une moyenne pondérée, a attribué à la saison un score de 67 sur 100, sur la base de 19 critiques, indiquant « des critiques généralement favorables ».

### Récompenses et nominations
| Année | Récompense       | Catégorie                                                        | Nomination              | Résultat   | Ref.   |
| ----- | ---------------- | ---------------------------------------------------------------- | ----------------------- | ---------- | ------ |
| 2020  | Satellite Awards | Meilleure série musicale ou de comédie                           | The Righteous Gemstones | Nomination | [ 24 ] |
| 2020  | Satellite Awards | Meilleur acteur de série musicale ou de comédie                  | Danny McBride           | Nomination | [ 24 ] |
| 2020  | Satellite Awards | Meilleur acteur secondaire d'une série, minisérie ou de téléfilm | Walton Goggins          | Nomination | [ 24 ] |